# Rohanov (Chroboly)
Rohanov je malá vesnice, část obce Chroboly v okrese Prachatice v Jihočeském kraji. Nachází se asi tři kilometry severozápadně od Chrobol. Údolím pod vesnicí vede železniční trať Číčenice–Volary. Je zde evidováno 15 adres. V roce 2011 zde trvale žilo 17 obyvatel.
Rohanov leží v katastrálním území Rohanov u Prachatic o rozloze 2,51 km².

## Historie
První písemná zmínka o vesnici pochází z roku 1502.

## Obyvatelstvo
| Rok            | 1869 | 1880 | 1890 | 1900 | 1910 | 1921 | 1930 | 1950 | 1961 | 1970 | 1980 | 1991 | 2001 | 2011 | 2021 |
| -------------- | ---- | ---- | ---- | ---- | ---- | ---- | ---- | ---- | ---- | ---- | ---- | ---- | ---- | ---- | ---- |
| Počet obyvatel | 145  | 148  | 139  | 114  | 133  | 115  | 119  | 25   | 30   | 12   | 7    | 8    | 16   | 17   | 16   |
| Počet domů     | 16   | 16   | 17   | 17   | 18   | 18   | 18   | 11   | 11   | 5    | 2    | 3    | 6    | 11   | 9    |

## Obecní správa
Při sčítání lidu v letech 1850–1879 Rohanov byl osadou obce Libínské Sedlo v okrese Prachatice. V letech 1880–1962 byl osadou obce Leptač v okrese Prachatice. Od roku 1963 je částí obce Chroboly v okrese Prachatice.

## Pamětihodnosti
- Křížek u domu čp. 2
- Přírodní památka U poustevníka